# Gagea daqingshanensis
Gagea daqingshanensis är en liljeväxtart som beskrevs av L.Q.Zhao och Jie Yang. Gagea daqingshanensis ingår i Vårlökssläktet och i familjen liljeväxter. Inga underarter finns listade.